# Dipartimento di Quetzaltenango
Il dipartimento di Quetzaltenango è uno dei 22 dipartimenti del Guatemala, il capoluogo è la città di Quetzaltenango.

## Comuni
Il dipartimento di Quetzaltenango conta 24 comuni:
- Almolonga
- Cabricán
- Cajolá
- Cantel
- Coatepeque
- Colomba
- Concepción Chiquirichapa
- El Palmar
- Flores Costa Cuca
- Génova
- Huitán
- La Esperanza
- Olintepeque
- Ostuncalco
- Palestina de los Altos
- Quetzaltenango
- Salcajá
- San Carlos Sija
- San Francisco la Unión
- San Martín Sacatepéquez
- San Mateo
- San Miguel Sigüilá
- Sibilia
- Zunil